# Bańdzioch
Das eiszeitlich durch Gletscher geformte Hängetal Bańdzioch, auch Mięguszowiecki Kocioł genannt, ist ein Karkessel, der südlich des Bergtals Dolina Rybiego Potoku, das wiederum ein Seitental des Tals Dolina Białki ist, in der polnischen Hohen Tatra in der Woiwodschaft Kleinpolen liegt. Er liegt unterhalb der Gipfel des Massivs Mięguszowieckie Szczyty, konkret des Mięguszowiecki Szczyt Czarny, des Mięguszowiecki Szczyt und den dazwischen liegenden Bergpass Mięguszowiecka Przełęcz pod Chłopkiem ca. 500 Meter oberhalb des Bergsees Meerauge.

## Geographie
Der Talkessel hat einen Durchmesser von mehreren hundert Metern und ist von über 2400 Meter hohen Bergen umgeben. Im Kessel befindet sich der Gletscher Lodowczyk Mięguszowiecki.

## Etymologie
Der Name Bańdzioch lässt sich als Kessel übersetzen.

## Flora und Fauna
Der Kessel liegt oberhalb der Baumgrenze. Der Kessel ist Rückzugsgebiet für Gämsen, Murmeltiere und Steinadler. Seltene alpine Flora findet sich im Kessel.

## Klima
Im Kessel herrscht Hochgebirgsklima.

## Tourismus
Im Kessel verläuft ein grün markierter Wanderweg von dem Bergsee Czarny Staw pod Rysami auf den Gebirgspass Mięguszowiecka Przełęcz pod Chłopkiem.